# Agricultura com vara de fogo
Agricultura com vara de fogo, também conhecida como queima cultural e queima fria, é a prática dos aborígenes australianos que usam regularmente o fogo para queimar a vegetação, o que é praticado há milhares de anos. Há uma série de propósitos para fazer esse tipo especial de queima controlada, incluindo facilitar a caça, alterar a composição de espécies vegetais e animais em uma área, controle de ervas daninhas, redução de riscos e aumento da biodiversidade.
Embora tenha sido descontinuado em muitas partes da Austrália, foi reintroduzido no século 21 pelos ensinamentos de guardiões de áreas onde a prática existe em tradição ininterrupta contínua, como o fogo frio dos povos Noongar.

## Terminologia
O termo "agricultura com vara de fogo" foi cunhado pelo arqueólogo australiano Rhys Jones em 1969. Mais recentemente, foi chamado de queima cultural e queima fria.

## História
As queimadas aborígenes foram responsabilizadas por uma variedade de mudanças ambientais, incluindo a extinção da megafauna australiana, uma gama diversificada de grandes animais que povoaram a Austrália do Pleistoceno. O palinologista A. P. Kershaw argumentou que as queimadas aborígenes podem ter modificado a vegetação na medida em que os recursos alimentares da megafauna foram reduzidos e, como consequência, a megafauna, em grande parte herbívora, foi extinta. Kershaw também sugeriu que a chegada do povo aborígine pode ter ocorrido há mais de 100 mil anos e que sua queima causou as sequências de mudanças na vegetação que ele detecta até o final do Pleistoceno. O primeiro a propor uma chegada tão precoce para os povos aborígenes foi Gurdip Singh, da Universidade Nacional Australiana, que encontrou evidências em seus núcleos de pólen do Lago George indicando que os aborígenes começaram a queimar na bacia do lago cerca de 120 mil anos atrás.
Tim Flannery acredita que a megafauna foi caçada até a extinção pelos aborígenes logo após sua chegada. Ele argumenta que com a rápida extinção da megafauna, praticamente toda herbívora, grande parte da vegetação ficou intocada, aumentando a safra permanente de combustível. Como consequência, os incêndios tornaram-se maiores e mais quentes do que antes, causando a redução de plantas sensíveis ao fogo em benefício daquelas resistentes ou dependentes do fogo. Flannery sugere que os aborígenes começaram a queimar com mais frequência para manter uma alta diversidade de espécies e reduzir o efeito de incêndios de alta intensidade em animais de tamanho médio e talvez em algumas plantas. Ele argumenta que as extinções de mamíferos australianos do século XX são em grande parte o resultado da cessação da "agricultura de bastões de fogo" aborígene.
O pesquisador David Horton, do Australian Institute of Aboriginal and Torres Strait Islander Studies, sugeriu em 1982, "o uso aborígene do fogo teve pouco impacto sobre o meio ambiente e... os padrões de distribuição de plantas e animais que foram obtidos 200 anos atrás teriam sido essencialmente o mesmo, quer os aborígenes tivessem ou não vivido aqui anteriormente".
Um estudo de 2010 de registros de carvão de mais de 220 locais na Australásia, datando de 70 mil anos, descobriu que a chegada dos primeiros habitantes cerca de 50 mil anos atrás não resultou em atividade de fogo significativamente maior em todo o continente (embora esta data esteja em questão, com fontes apontando para migrações muito anteriores). O estudo relatou maior atividade de incêndios florestais de cerca de 70 mil a 28 mil anos atrás. Diminuiu até cerca de 18 mil anos atrás, na época do último máximo glacial e depois aumentou novamente, um padrão consistente com mudanças entre condições climáticas quentes e frias. Isso sugere que o fogo na Australásia reflete predominantemente o clima, com períodos mais frios caracterizados por menos e intervalos mais quentes por mais queima de biomassa.
A queima regular favoreceu não apenas as plantas tolerantes ou resistentes ao fogo, mas também encorajou os animais que eram favorecidos por campos mais abertos. Com base nisso, fica claro que as queimadas aborígenes, pelo menos em muitas áreas, afetaram o ecossistema "natural", produzindo uma série de associações de vegetação que maximizariam a produtividade em termos de necessidades alimentares dos povos aborígenes. Jones chega ao ponto de dizer que "através do fogo ao longo de milhares de anos, o homem aborígine conseguiu estender sua zona de habitat natural".
A maioria dessas teorias implica o uso do fogo pelos aborígenes como um componente das mudanças nas comunidades de plantas e animais na Austrália durante os últimos 50 mil anos, embora o significado do efeito de sua queima esteja longe de ser claro. Alguns estudos sugeriram que o uso intensivo do fogo como ferramenta colaborou, mas não foi uma consequência direta da extinção da megafauna. Se a megafauna permaneceu em algumas áreas até o Holoceno, são necessárias evidências dos últimos 10 mil anos para mudanças induzidas por novos padrões de queimadas aborígenes.